# Enes
Enes is een kevergeslacht uit de familie van de boktorren (Cerambycidae). De wetenschappelijke naam van het geslacht werd voor het eerst geldig gepubliceerd in 1864 door Pascoe.

## Soorten
Enes omvat de volgende soorten:
- Enes aruensis Breuning, 1959
- Enes enganensis Breuning, 1956
- Enes bakeri Fisher, 1925
- Enes luzonicus Fisher, 1925
- Enes marmoratus Fisher, 1925
- Enes pallidus Fisher, 1925
- Enes scutellaris Fisher, 1925
- Enes setiger Fisher, 1925
- Enes sibuyana Fisher, 1925
- Enes spinosus Fisher, 1925
- Enes alboguttatus Breuning, 1957
- Enes familiaris Pascoe, 1864
- Enes intinctus Pascoe, 1864
- Enes irritans Pascoe, 1864
- Enes juvencus Pascoe, 1864
- Enes obliquus Pascoe, 1864
- Enes porcellus Pascoe, 1864
- Enes pulicaris Pascoe, 1864